# Simon Andersson (ski de fond)
Pour les articles homonymes, voir Andersson.
Simon Andersson est un fondeur suédois, né le 10 mai 1991.

## Biographie
Licencié au club de Falun-Borlänge SK, il est actif au niveau junior à partir de 2007.
Il débute en Coupe du monde en mars 2014 au sprint de Lahti. Il marque ses premiers points lors du Tour de ski 2014-2015 avec une douzième place au sprint libre de Val Mustair. Il finit 27e de ce Tour de ski.
Il n'est malheureusement pour lui sélectionné pour les championnats du monde de Falun, mais il est garanti une place dans l'équipe nationale A la saison suivante.

## Palmarès

### Coupe du monde
- Meilleur classement général : 87e en 2015.